# Xã Vest, Quận Scotland, Missouri
Xã Vest (tiếng Anh: Vest Township) là một xã thuộc quận Scotland, tiểu bang Missouri, Hoa Kỳ. Năm 2010, dân số của xã này là 203 người.